# Chris Noth
Christopher David Noth, né le 13 novembre 1954 à Madison (Wisconsin), est un acteur américain.
Christopher Noth est connu pour ses rôles de Mr Big dans Sex and the City, de l'inspecteur Mike Logan dans les séries New York, police judiciaire et New York, section criminelle et de Peter Florrick dans The Good Wife.

## Biographie
Chris Noth naît le 13 novembre 1954 à Madison dans l'état du Wisconsin. Il perd son père très jeune et suit sa mère, Jeanne Parr, sur la route pendant toute son enfance. Son emploi de journaliste les amène à vivre en Angleterre, en Yougoslavie ou encore en Espagne.
Pendant trois ans, il fréquente l’université Marlboro, dans le Sud du Vermont et finit par intégrer la Yale School of Drama. 
Chris Noth se lance dans la production de sa propre téquila, la Ambhar tequila plata. Celle-ci contient des notes douces avec un fond fumé.

### Vie privée
Il est marié à Tara Wilson depuis le 6 avril 2012 et a deux enfants.

### Accusations
Le jeudi 16 décembre 2021, Chris Noth est accusé d'agressions sexuelles par deux femmes, faits qu'il dément. À la suite de cela, les producteurs de la série The Equalizer annoncent sur CNN que l'acteur est renvoyé du casting et son agence A3 Artists Agency met fin à son contrat. L'acteur affirme que ces relations étaient consenties. Les agressions auraient eu lieu en 2004, en 2010 ainsi qu'en 2015. Sarah Jessica Parker, Cynthia Nixon et Kristin Davis, les trois collègues de Chris Noth et actrices principales de la série Sex and the City, se sont exprimées sur la situation le 20 décembre. Elles se sont dites attristées d'apprendre cette nouvelle et soutiennent les femmes qui ont partagé leurs histoires.
Une nouvelle femme a accusé d’agression sexuelle l’acteur américain Chris Noth, célèbre pour son rôle de Mr Big dans la série Sex and the City, mais ne pourra pas engager de poursuites, les faits qu’elle dénonce étant prescrits. 
À la suite de ces accusations, la scène où l'acteur apparaît dans le dernier épisode de And Just like That a été supprimée au montage.

## Filmographie

### Cinéma
- 1981 : Waitress!
- 1982 : Smithereens : un prostitué
- 1986 : Le flic était presque parfait (Off Beat) : Ely Wareham Junior
- 1988 : Baby Boom : le mari de Yuppie
- 1988 : Jakarta : Falco
- 1993 : Naked in New York : Jason Brett
- 1995 : Burnzy's Last Call : Kevin
- 1997 : The Deli : Sal
- 1997 : Cold Around the Heart : T
- 1998 : The Broken Giant : Jack Frey
- 1999 : The Confession (en) de David Hugh Jones : Campuso
- 1999 : Getting to Know You : Sonny
- 1999 : A Texas Funeral : Clinton
- 1999 : Pigeonholed : le père de Devon
- 2000 : The Acting Class : Martin Ballsac
- 2000 : Seul au monde (Cast Away) : Jerry Lovett
- 2001 : Bad Luck! (Double Whammy) de Tom DiCillo : Chick Dimitri
- 2001 : La Prison de verre (The Glass House) : oncle Jack
- 2002 :  Searching for Paradise de Myra Paci : Michael De Santis
- 2004 : Mr 3000 : Schiembri
- 2004 : Tooth Fairy (court-métrage) : le père
- 2005 : L'Homme parfait (The Perfect Man) : Ben
- 2008 : Sex and the City, le film (Sex and the City) : Mr Big
- 2009 : Ma mère, ses hommes et moi (My One and Only) : Dr. Harlan Williams
- 2009 : Frame of Mind : Steve Lynde
- 2010 : Sex and the City 2 : Mr Big
- 2010 : La Colline aux coquelicots (Kokuriko-zaka kara) : Akio Kazama (voix américaine)
- 2012 : Frankie Go Boom : Jack
- 2013 : Lovelace : Anthony Romano
- 2014 : Elsa et Fred : Jack
- 2016 : White girl : Georges

### Télévision
- 1985 : Another World : Jimmy
- 1986 : Killer in the Mirror (téléfilm) : Johnny Mathews
- 1986 : Capitaine Furillo : Officier Ron Lipsky
- 1986 : Apology (téléfilm) : Roy Burnette
- 1987 : At Mother's Request (téléfilm) : Steve Klein
- 1987 : À nous deux, Manhattan (I'll Take Manhattan, minisérie) : Fred Knox
- 1988 : Another World : Dean Whitney
- 1989 : A Man Called Hawk : M. Stringer
- 1989 : Monsters : Le Diable
- 1990-1995 : New York, police judiciaire : détective Michael « Mike » Logan (Saisons 1 à 5)
- 1993 : In the Shadows, Someone's Watching (téléfilm) : Dr Ferris
- 1994 : Où sont mes enfants? (Where Are My Children?, téléfilm) : Cliff Vernon
- 1995 : Homicide : détective Michael « Mike » Logan (non crédité)
- 1995 : Mort clinique (Nothing Lasts Forever, téléfilm) : Dr Ken Mallory
- 1996 : Abducted: A Father's Love (téléfilm) : Larry Coster
- 1996 : Born Free: A New Adventure (téléfilm) : Dr David Thompson
- 1997 : Les Anges du bonheur : Carl Atwater
- 1997 : Rough Riders (minisérie) : Craig Wadsworth
- 1997 : Projet Médusa (Medusa's Child, téléfilm) : Tony DiStefano
- 1998 : Le Retour de l'inspecteur Logan (Exiled, téléfilm) : inspecteur Mike Logan
- 1998-2003 : Sex and the City : Mr Big (saisons 1 à 6)
- 2001 : Juge et coupable ? (The Judge, téléfilm) : Paul Madriani
- 2001 : Preuve à l'appui : Drew Haley (saison 1)
- 2002 : Jules César (Julius Caesar, téléfilm) : Pompée
- 2003 : This Is Your Country (téléfilm)
- 2004 : Bad Apple (téléfilm) : Tozzi
- 2005-2008 : New York, section criminelle : inspecteur Mike Logan (saisons 5 à 7)
- 2009-2016 : The Good Wife : Peter Florrick (saisons 1 à 7)
- 2012 : Titanic : de sang et d'acier : J.P. Morgan (saison 1)
- 2015 : Les 12 coups de minuit : M. Kassell (téléfilm)
- 2016 : Tyrant (série télévisée) : Général William Cogwell (saisons 3)
- 2017 : Manhunt: Unabomber (minisérie) : Don Ackerman
- 2017-2018 : Gone : agent fédéral Frank Novak
- 2018 : Doctor Who (série télévisée) : Jack Roberston
- 2019 : Catastrophe (série télévisée) : James Cohen (saisons 4)
- 2020 : Doctor Who (série télévisée) : Jack Roberston
- 2021 : The Equalizer (série télévisée) : William Bishop
- 2021 : And Just Like That... (série télévisée) : John James Preston, aka Mr BIG